# Irénée Vautrin
Pour les articles homonymes, voir Vautrin.
Irénée Vautrin (21 décembre 1888 à Saint-Édouard - 2 février 1974 à Montréal à l'âge de 85 ans) est un homme politique et architecte québécois.

## Biographie
Élu député libéral dans Montréal—Saint-Jacques à l'élection de 1919. Défait à celle de 1923. Réélu en 1927 et 1931. En 1930 puis en 1931, il présente un projet de loi sur le vote des femmes. Il a été ministre de la Colonisation, de la Chasse et des Pêcheries dans le gouvernement Taschereau du 25 juillet 1934 au 20 décembre 1935. Défait en 1935.
En 1936, lors des audiences du Comité des comptes publics convoqué par Maurice Duplessis, il fut révélé que Vautrin se fit payer des pantalons pour les sorties en campagne ou en forêt au même les fonds de la colonisation. Conseillé par Bob Calder, Duplessis fera des « culottes à Vautrin » un symbole populaire de la déchéance libérale, et elles devinrent l'objet de risée pendant la campagne électorale suivante.

## Sources
- Jean Cournoyer, « Irénée Vautrin », sur La mémoire du Québec (consulté le 27 septembre 2010).
- Université de Sherbrooke, « Irénée Vautrin (1888-1974) Homme politique, architecte », sur Le bilan du siècle, Université de Sherbrooke (consulté le 27 septembre 2010).
- « Scandale dans les coulisses du pouvoir », sur radio-canada.ca, SRC (consulté le 5 octobre 2010).